# Tea for Two (film)
Tea for Two is een Amerikaanse musicalfilm in Technicolor uit 1950 onder regie van David Butler. De film is losjes gebaseerd op de Broadway-operette No, No, Nanette uit 1925 van Otto Harbach en Frank Mandel.

## Verhaal
De tieners Lynne en Richard vinden in de kledingkast van hun ouders kleding uit de jaren '20 en besluiten een themafeest te geven. Hun oom J. Maxwell Bloomhaus loopt het huis binnen terwijl de kinderen dansnummers uit de jaren '20 op de hak nemen en vertelt daarop kinderen hoe het leven in die tijd was. Aan de hand van een flashback wordt getoond hoe Max vanwege de beurskrach van 1929 het fortuin van zijn nicht Nanette verliest. De ontzagwekkende Nanette, die zich niet bewust is van haar verlies, wordt lastiggevallen door theatrale producer Larry Blair, die hoopt dat zij een show zal financieren die is geschreven door Jimmy Smith en Tommy Trainor.
Om haar te helpen overtuigen brengt Larry Jimmy en Tommy naar Nanette's huis, waar hij doet alsof Jimmy het geld van de show nodig heeft om de operatie van zijn zus te betalen. Tommy en Jimmy spelen een paar nummers uit de show, en ondanks de twijfels van haar secretaresse, Pauline Hastings, stemt Nanette ermee in de show te financieren. Jimmy stelt vervolgens voor dat niet Larry's vriendin Beatrice Darcy maar Nanette zelf de hoofdrol speelt. Die avond bezoekt Nanette Max om beroep te doen op haar fortuin. Max durft niet te vertellen dat hij het geld heeft verloren en stemt ermee in haar het geld te overhandigen op voorwaarde dat ze achtenveertig uur lang op elke vraag 'nee' antwoordt. 
Deze voorwaarde leidt tot verscheidene komische ontwikkelingen. Max probeert Nanette te dwingen haar belofte te breken en daagt haar in bijzijn van haar toneelcollega's uit tot het geven van negatieve antwoorden op gevoelige vragen. Vervolgens leert hij van zijn advocaat, William Early, dat hij misschien een deel van het verloren fortuin kan redden als hij voor het einde van de avond bepaalde papieren kan ondertekenen. Nog voordat hij zijn advocaat kan bereiken, belandt hij door toedoen van Nanette's roekeloos rijgedrag in de gevangenis.
Max heeft de weddenschap verloren en biecht de waarheid op aan Nanette. Larry geeft daarop de show terug aan Tommy, die voorstelt om het geld zelf inzamelen. Pauline overtuigt Early om de musical, nu No, No, Nanette genoemd, te financieren en zoals verwacht groeit uit het tot een succes. Pauline en Early trouwen en ook Nanette en Jimmy stappen in het huwelijksbootje. Max beëindigt zijn verhaal net voordat Nanette en Jimmy naar hun kinderen terugkeren.

## Rolverdeling
| Acteur          | Personage            |
| --------------- | -------------------- |
| Doris Day       | Nanette Carter       |
| Gordon MacRae   | Jimmy Smith          |
| Gene Nelson     | Tommy Trainor        |
| Eve Arden       | Pauline Hastings     |
| Billy De Wolfe  | Larry Blair          |
| Bill Goodwin    | William Early        |
| Virginia Gibson | Mabel Wiley          |
| S.Z. Sakall     | J. Maxwell Bloomhaus |
| Patrice Wymore  | Beatrice Darcy       |

## Productie
Voor Doris Day en Gordon MacRae betekende deze film de eerste van vier films waarin ze gezamenlijk te zien zijn. Voor Day was het tevens de eerste film waarvoor ze dansscènes opnam.
De draaiperiode was van maart tot en met mei 1950. Hoewel Day naar eigen zeggen zeer nerveus was om dansnummers op te nemen, keek ze met warme gevoelens terug naar de opnamen en vertelde later graag samen te werken met Gordon MacRae en Gene Nelson en bovendien een hechte vriendschap kreeg met tegenspeler Billy De Wolfe.

## Ontvangst
De film werd een commercieel succes en het Amerikaanse publiek gaf aan dol te zijn op Doris Day en Gordon MacRae als filmkoppel. Bovendien kregen Day en Gene Nelson lovende kritieken voor hun danskwaliteiten.
De Nederlandse pers was het er over eens dat de film niet veel om het lijf heeft, maar schreef met lof voor het spel van S.Z. Sakall. Zo schreef recensent van De Waarheid dat de film "dankzij de omvangrijke figuur van [Sakall] wel amusant" is, al hebben "de shows evenmin betekenis: De film is in feite niet meer dan een verfilmde grammofoonplaat van de charmante Doris Day in kleuren, waarin kwistig met tapdansen wordt gestrooid." Criticus van De Telegraaf schreef een soortgelijke review: "Het verhaal? Ach. [De film] is eigenlijk geen verhaal, het is een klankrijke bundel vol melodieën en zang, die oudere harten vol romantische weemoed zal stemmen en jongere harten zal doen leren wat een vroegere generatie aan werkelijke melodie en charme wist te brengen."
Recensent van De Tijd schreef dat er in Tea for Two "veel te genieten" viel: "Bovendien speelt de guitige Doris Day de hoofdrol en werkt de dikke Sakall geducht op de lachspieren." Ook criticus van het Algemeen Handelsblad stelde de muzikale terugblik op de periode van de Charleston op prijs: "[De film is] bruisend lichthartig en uitgelaten als die tijd zelf. Doris Day en Gordon MacRae zingen hun songs voortreffelijk, Gene Nelson is een danser met stijl, Eve Arden assisteert met haar rappe, bitse dialogen en S.Z. Sakall met zijn gemoedelijke grappenmakerijen."
Recensent van Het Parool was minder positief en schreef: "Er wordt vrij slecht in gedanst en Hollywood wilde het deze keer kennelijk wat goedkoop doen, veel show is er ten minste niet. Maar [Sakall] is verrukkelijk gek als Doris' oom en voogd, die al dat geld voor haar verliest en de hele film is doorspekt met geestige wisecracks, zodat er toch nog wat te genieten valt."

## Prijzen en nominaties
| Jaar | Prijs         | Categorie        | Genomineerde(n) | Uitslag  |
| ---- | ------------- | ---------------- | --------------- | -------- |
| 1951 | Golden Globes | Beste nieuwkomer | Gene Nelson     | Gewonnen |

## Muziek
- "I Know That You Know" - gezongen door Doris Day en Gene Nelson
- "Crazy Rhythm" - gezongen door Patrice Wymore en Gene Nelson
- "I Only Have Eyes for You" - gezongen door Gordon MacRae
- "Tea for Two" - gezongen door Doris Day en Gordon MacRae
- "I Want to Be Happy" - gezongen door Doris Day en Gordon MacRae
- "Do Do Do" by - gezongen door Doris Day en Gordon MacRae
- "Oh Me! Oh My!" - gezongen door Doris Day en Gene Nelson
- "Charleston" - dans uitgevoerd door Billy De Wolfe
- "Tea for Two (Reprise)" - gezongen door Doris Day en Gene Nelson
- "Here in My Arms" - gezongen door Doris Day
- "No, No, Nanette" - gezongen door Doris Day en Gene Nelson
- "Tea for Two (Finale)" - gezongen door Doris Day en Gordon MacRae